# Franz Christian von Borries
Franz Christian von Borries (* 25. Juli 1723 in Rahden; † 12. November 1795 in Leopoldshöhe) war ein deutscher Adeliger und Geheimrat auf Gut Eckendorf in der Grafschaft Lippe.

## Leben
Franz Christian von Borries war einer von vier Söhnen der Eheleute Christian Ludewig Borries und dessen Ehefrau Agnes Anna Elisabeth, geb. Stuven. Seine Brüder waren Johann Christian Ludewig (* 12. Juni 1722), Johann Christian (* 23. Juni 1725) und Christian Ludewig (* 25. Februar 1731). Die Familie zählte zum Rahdener Zweig der Familie Borries, die das Adelsprädikat erst 1777 erhalten hatte.
Der Geheime Rat Franz Christian Borries war während des Siebenjährigen Krieges englischer Beauftragter für die Abwicklung der Fouragelieferungen an die alliierten Armeen in Deutschland. Er erwarb die Güter Eckendorf, Ulenburg, Beck, Hovedissen, Schuckenmühle, Gohfeld, Milse und Steinlacke.
Seine Ehe mit Friederike Wilhelmine Schrader blieb kinderlos. Die Zweige von Borries zu Eckendorf und von Borries zu Steinlacke erhielten die Güter.
In den Jahren 1765 bis 1789 hielt Franz Christian Borries Franz Wilhelm Yonga, den er während seines Aufenthaltes in London gekauft hatte, als Sklaven. Nach einer Zeit von rund 15 Jahre auf Gut Eckendorf verschenkte er Yonga an Leopold I. (Lippe). Yonga wurde 1798 eine Entschädigung zugesprochen, die ihm von Friederike Wilhelmine Schrader ausgezahlt wurde.

### Nachruf
„Sanft und gefaßt entschlummerte am 12ten Dieses mein innigst geliebter Ehegatte der Königlich Preußische Geheime Rath Franz Christian von Borries, Herr zu Eckendorff u. mit welchem ich 41 Jahre die vergnügteste Ehe geführt habe, in einem Alter von 72 Jahren und 14 Wochen auf unsern hiesigen Wohnsitz. Schon vor drittehalb Jahren hatte ein Nerven-Schlag seinen Körperbau zerrüttet und zuletzt machte eine 8tägige Krankheit an einer Lungen-Entzündung, nach vielfältigen, mit seltener Standhaftigkeit und Gelassenheit erduldeten Leben, seiner unermüdeten thätigen irrdischen Laufbahn ein Ende.
Tief gebeugt erfülle ich die traurige Pflicht diesen für mich höchstschmerzhaften Verlust, seinen und meinen Gönnern, Verwandten und Freunden anzuzeigen, verbitte aber alle Beyleidsbezeugungen.
Eckendorff in der Grafschaft Lippe den 15ten Nov. 1795.
Die hinterbliebene Wittwe v. Borries geborene Schrader.“